# سازمان انرژی‌های تجدیدپذیر و بهره‌وری انرژی برق
سازمان انرژی‌های تجدیدپذیر و بهره‌وری انرژی برق (به‌اختصار: ساتبا) یک سازمان دولتی وابسته به وزارت نیرو است. رئیس سازمان معاون وزیر نیرو محسوب می‌شود.

## تاریخچه

### سازمان انرژی‌های نو ایران
طبق سیاست‌های معاونت امور انرژی وزارت نیرو، سازمان انرژی‌های نو ایران (سانا) به‌منظور توسعه انرژی‌های تجدیدپذیر در سال ۱۳۷۴ تشکیل شد. با تصویب هیئت وزیران در اواخر سال ۱۳۷۸، این سازمان به‌صورت شرکت دولتی درآمد. اواسط سال ۱۳۸۵، «دفتر انرژی‌های نو» حوزه ستادی وزارت نیرو در این سازمان ادغام شد.

### سازمان بهره‌وری انرژی ایران
سازمان بهره‌وری انرژی ایران (سابا) در فروردین سال ۱۳۷۵ تشکیل شد. این سازمان در سال ۱۳۷۹، به‌صورت شرکت سهامی خاص دولتی درآمد.

### سازمان انرژی‌های تجدیدپذیر و بهره‌وری انرژی برق
در سال ۱۳۹۵، لایحه اساسنامه سازمان انرژی‌های تجدیدپذیر و بهره‌وری انرژی (ساتبا) به تصویب مجلس رسید. با ابلاغ این قانون در ۲۷ دی ۱۳۹۵، «سازمان انرژی‌های نو ایران» (سانا) و «سازمان بهره‌وری انرژی ایران» (سابا) ادغام شدند و «سازمان انرژی‌های تجدیدپذیر و بهره‌وری انرژی برق» (ساتبا) با ماهیت مؤسسه دولتی و وابسته به وزارت نیرو تشکیل شد.

## رئیسان سازمان
- سید محمد صادق‌زاده (دی ۱۳۹۵ تا ۱۰ فروردین ۱۳۹۹)
- محمد ساتکین (۱۰ فروردین ۱۳۹۹ تا ۱۹ مهر ۱۴۰۰)[۵]
- محمود کمانی (۱۹ مهر ۱۴۰۰ تا۲۵ شهریور ۱۴۰۳)[۶]
- محسن طرزطلب (۲۵ شهریور ۱۴۰۳ تا کنون)[۷]